# Fram
El Fram (endavant en noruec) és un vaixell que utilitzaren els exploradors noruecs, Fridtjof Nansen, Otto Sverdrup, Oscar Wisting i Roald Amundsen entre 1893 i 1912 en diverses expedicions a l'Àrtida i l'Antàrtida.
Va ser dissenyat i construït pel constructor de vaixells escocès-noruec Colin Archer per a l'expedició àrtica de Fridtjof Nansen de 1893 en la qual el pla era deixar empresonar el Fram a la capa de gel de l'Àrtida i flotar amb ella sobre el pol nord.

## Història
Fou construït per l'armador noruec Colin Archer per ser usat en l'expedició àrtica de Fridtjof Nansen de 1893. Va ser batejat el 26 d'octubre de 1892. El Fram va viatjat més al nord (85° 57′ N) i més al sud (78° 41′ S) que qualsevol altre vaixell de fusta. Actualment es troba exposat al Museu del Fram a Oslo.
Fou utilitzat entre 1893 i 1896 per l'expedició Àrtica de Nansen, entre 1898 i 1902 per l'exploració de les illes de l'Arxipèlag Àrtic Canadenc i entre 1910 i 1912 per l'Expedició Amundsen que assolí per primer cop el pol Sud.

## Forma del buc

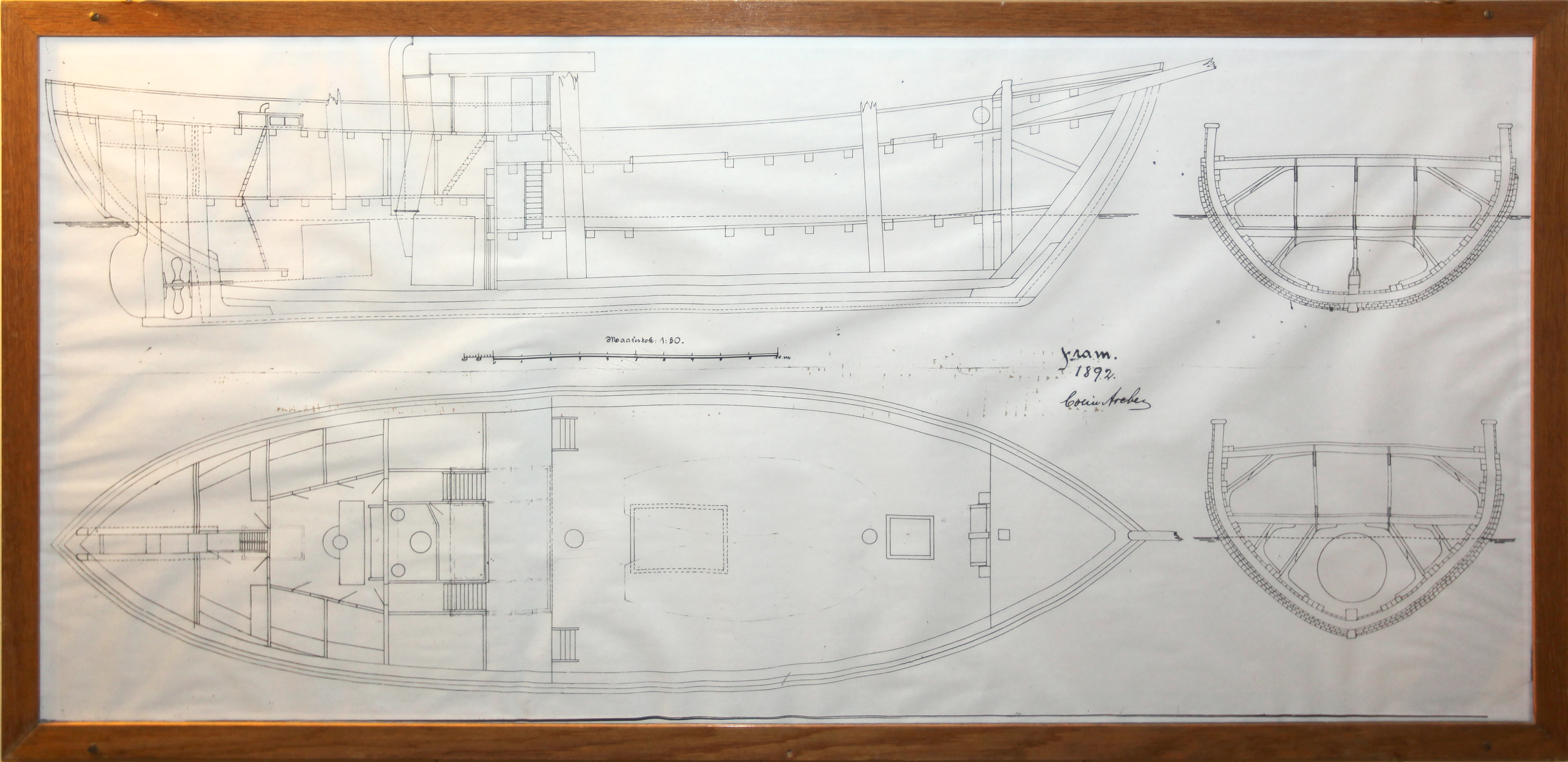
Plànols del Fram.

Els bucs dels vaixells destinats a navegar en mars freds, susceptibles de glaçar-se i empresonar les naus, es dissenyaven i construïen de forma molt reforçada. L’objectiu era que el buc pogués resistir les grans pressions del banc de glaç per la resistència directa dels elements del buc. Les formes del Fram, sense oblidar els elements reforçats, estaven pensades per a que el vaixell cedís a la pressió del gel desplaçant-se cap a la superfície (el gel “escopia” el buc de costats inclinats).